# Осієвський Євгеній Євгенович
Євге́ній Євге́нович Осіє́вський (14 серпня 1993, Кіровоград — 22 травня 2023, Бахмут, Донецька область, Україна) — український антрополог і журналіст, автор видань «Спільне» і «Куншт». Активіст лівих поглядів, доброволець ЗСУ. Загинув у бою під Бахмутом.

## Життєпис
Навчався в Центральноукраїнському науковому ліцеї-інтернаті, був президентом ліцею та заступником президента дитячого самоврядування Кіровоградської області, як представник від України їздив на збори Міжнародного Європарламенту дитячого самоврядування.
2010 року закінчив ліцей і вступив до Центральноукраїнського державного університету імені Володимира Винниченка, бакалаврат якого закінчив з відзнакою. 2014 року вступив на магістерську програму «Політологія» Національного університету «Києво-Могилянська академія», яку також закінчив з відзнакою 2016 року. Під час навчання на магістратурі зацікавився антропологією.
Змінив прізвище з Манько на Осієвський (дошлюбне прізвище матері).
2018 року вступив до аспірантури НаУКМА за спеціальністю «Культурологія». Розпочав роботу над дисертацією «Альтернативні соціальні просторовості острова Танна, Республіка Вануату», вивчав тамтешню мову бісламу. Готувався до етнографічної польової експедиції на острові Танна (відомому як осередок карго-культу Джона Фрума, якому була присвячена його магістерська робота), гроші на поїздку відкладав зі своїх заробітків. Через пандемію Республіка Вануату припинила впускати іноземців, тому Євгеній був змушений відтермінувати поїздку й у вересні 2021 року взяв академічну відпустку. Наприкінці 2021 року Республіка Вануату знову почала впускати іноземців і Євгеній почав готуватися поїхати туди в березні 2022 року, але почалось російське вторгнення.
Вивчав релігійні спільноти кришнаїтів, неоязичників, саєнтологів, мунтянівців тощо — й писав про них статті для журналу «Спільне». Готував науково-популярні статті на різноманітну тематику (зокрема, про лінгвістику, антропологію, статистику, неврологію, плацебо, протести голодуванням, поведінку птахів та восьминогів, тантал та експлуатацію при його видобутку, культ вуду і зомбі, Антоні ван Левенгука та наукові курйози загалом у рамках рубрики «Біззаро наука») для сайту «Куншт». Брав інтерв'ю в таких зарубіжних науковців і митців, як орнітолог Марк Бонта, нейробіолог Кріс Фрит, антрополог і дослідник ядерної зброї Г'ю Густерсон, режисер Майк Лі або художник коміксів Девід Ллойд. Також залишав кінорецензії на сайті Yabl та написав есей про фільм Вернера Герцога «Скляне серце» для журналу Нож. Цікавився популярною культурою загалом, феноменам якої присвячував тематичні статті (про маску Ґая Фокса для «Спільного», середньовічні танцювальні манії для WAS, маргінальне мистецтво Генрі Дарджера для Bird in Flight), готував комікси та проводив лекції на Kyiv Comic Con.
Під час Майдану брав участь у протестах у Кропивницькому. Був активістом лівих поглядів, прихильником організації Соціальний рух, а також вегетаріанцем і пацифістом.
Перші тижні повномасштабного російського вторгнення перебував у Ворзелі, окупованому російськими військами, в гуртожитку НаУКМА. Невдовзі після евакуації описав цей досвід у статті. Повернувшись у Кропивницький, 15 березня 2022 року пішов у військкомат, але йому сказали, що він не потрібний. Після цього шукав, де може бути корисним, розглядав можливість працювати військовим кореспондентом, взяв інтерв'ю в снайпера.
Протягом 2022 року продовжував писати і публікувати статті, зокрема в американському The Comics Journal, де вийшов його матеріал про передчуття ядерної війни в коміксі Алана Мура «Вартові».
У листопаді 2022 року пішов добровольцем у ЗСУ, пройшов місяць навчань на стрільця-санітара у Великій Британії. Відмовився йти на офіцера, бо був проти ієрархії. Служив на посаді стрільця-санітара у 77 аеромобільній бригаді, з кінця січня 2023 року почав виходити на бойові завдання під Бахмутом. Як розповідали побратими, як бойовий медик виніс під прицільним вогнем із поля бою близько 800 поранених вояків та понад 400 тіл полеглих у бою. У перервах між бойовими виходами підготував свою останню публікацію — інтерв'ю з британським генетиком Адамом Радерфордом, записавши від руки його розшифровку на 54 сторінках блокноту. Інтерв'ю опубліковано у виданні «Куншт» за п'ять днів до його смерті.
Загинув 22 травня 2023 року під Бахмутом. За даними Інституту масової інформації, Євгеній став 60-м медійником, що загинули унаслідок російської агресії проти України.
Похований 30 травня 2023 року на Алеї Слави Далекосхідного кладовища у Кропивницькому.

## Пам'ять
- У квітні 2024 року у Ворзелі, де жив Євгеній, відкрили пам'ятну дошку[46].
- Кіровоградська Мала академія наук організувала обласний конкурс творчих проєктів пам’яті Євгенія Осієвського[47].
- Письменник Артем Чапай присвятив Євгенію книжку «Не народжені для війни»[48].

## Публікації

### Академічні статті
- Sirens in the Panopticon: Intersections Between Ainslean Picoeconomics and Foucault's Discipline Theory // Foucault Studies, 27 (2019).
- Controlling Fictions: Methodological Paradoxes and Political Dead Ends of the New Melanesian Ethnography // Наукові записки НаУКМА. Історія і теорія культури, Том 4 (2021).
- Osiievskyi, Y., Bonta, M. From Black Magic to Black Flags: Social Uses and Symbolic Lexicons of Cycads in Vanuatu // Journal of Ethnobiology,  2023, 43(4), 299-307.

### Проповномасштабне вторгнення
- Шість кішок, тридцять людей і чотири міни. Два тижні в окупації під Києвом, Спільне, 21.03.2022.

## Нагороди
- Орден «За мужність» ІІІ ступеня (30 жовтня 2023, посмертно) — за особисту мужність, виявлену у захисті державного суверенітету та територіальної цілісності України, самовіддане виконання військового обов'язку[49]